# سارة مورتون
سارة مورتون (بالإنجليزية: Sarah Morton)‏ هي لاعبة كرة قدم نيوزيلندية، ولدت في 28 أغسطس 1998 في Tikokino ‏ في نيوزيلندا.

## وصلات خارجية
- سارة مورتون على موقع الاتحاد الدولي (مؤرشف)  (الإنجليزية)
- سارة مورتون على موقع قاعدة بيانات كرة القدم.إي يو (الإنجليزية)
- سارة مورتون على موقع Soccerway.com (الإنجليزية)
- سارة مورتون على موقع عالم كرة القدم.نت (الإنجليزية)